# Sheila Knupp
Sheila Knupp Feitosa de Oliveira é uma médica e pesquisadora brasileira com atuação pioneira na área da Reumatologia Pediátrica no país. Formou-se pela Faculdade de Medicina da Universidade Federal do Rio de Janeiro, em 1973, e, na mesma instituição, realizou Mestrado (1977) e Doutorado (1995) em Pediatria. Em 2005, concluiu Pós-Doutorado no Instituto Giannina Gaslini, em Gênova, na Itália.
Participou da criação e foi chefe do Serviço de Reumatologia Pediátrica do Instituto de Puericultura e Pediatria Martagão Gesteira (IPPMG) da UFRJ. Durante o período de 1978 e 2019, foi professora do Departamento de Pediatria da Faculdade de Medicina, contribuindo com a formação de especialistas e com a realização de pesquisas na área. Em 1989, criou o primeiro curso de especialização em Reumatologia Pediátrica do Rio de Janeiro. Em 2024, recebeu o título de professora emérita.
Participou da criação de comitês da especialidade, tanto na Sociedade Brasileira de Pediatria, como na Sociedade Brasileira de Reumatologia. Atuou na Pediatric Rheumatology International Trials Organisation, contribuindo para a elaboração de diretrizes mundiais para o diagnóstico e tratamento de doenças reumatológicas infantis. É Membro Titular da Academia Brasileira de Reumatologia e da Academia Brasileira de Pediatria.
Em 2020, com base nos resultados do "Projeto Open Box da Ciência", um levantamento realizado pela organização "Gênero e Número", foi considerada uma das 250 mulheres protagonistas da Ciência, no Brasil.

## Obra
- KNUPP, S.; AZEVEDO, E. C. L. Reumatologia Pediátrica. 1.Ed. Rio de Janeiro: Medsi, 1989.
- KNUPP, S. Manual de Reumatologia Pediátrica. Sociedade Brasileira de Pediatria, 1993.
- KNUPP, S.; AZEVEDO, E. C. L. Reumatologia Pediátrica. 2.Ed. Rio de Janeiro: Medsi, 2001.
- KNUPP, S. Reumatologia para Pediatras. 1.Ed. Rio de Janeiro: Revinter, 2003.
- KNUPP, S.; RODRIGUES, M. C. F. Reumatologia na Prática Pediátrica. Rio de Janeiro: Revinter, 2010.
- KNUPP, S. Reumatologia para Pediatras. 2.Ed. Rio de Janeiro: Revinter, 2014.